# Christopher Morris
Christopher "Chris" Morris es un actor australiano, conocido por haber interpretado a Joey Burke en la serie Fireflies y a Andy Campbell en la serie Crownies.

## Carrera
En 1999 interpretó a Ty en la serie The Lost World, anteriormente apareció por primera vez en la serie en 1997 donde interpretó a Kirin durante el episodio "Paradise Found".
En el 2005 apareció en la serie The Surgeon donde interpretó al doctor y anestesista Abe Wilson.
En el 2006 apareció en un episodio de la serie Nightmares & Dreamscapes: From the Stories of Stephen King donde interpretó a Barney.
En el 2007 obtuvo un pequeño papel en la serie The Starter Wife donde interpretó a un agente de Armani.
En el 2010 apareció como invitado en varios episodios de la popular serie australiana Offsping donde dio vida a Brendan Wright, el exesposo de Nina Proudman (Asher Keddie). Ese mismo año apareció en un episodio de la serie Cops: L.A.C. donde interpretó a Terry Corbett, un contador tenso y en las series policíacas Cops: L.A.C. y en Sea Patrol.
En el 2011 se unió al elenco de la serie Crownies donde dio vida al detective sargento de la policía Andy Campbell.
En el 2012 apareció en la miniserie Devil's Dust donde dio vida a Peter Shafron.
En el 2014 se unirá al elenco recurrente de la nueva serie Janet King donde interpretará nuevamente al sargento Andy Campbell.
El 25 de febrero de 2015 regresó como invitado de la popular serie australiana Home and Away donde interpreta a Craig Stanley, el abogado de Darryl Braxton (Steve Peacocke). Anteriormente había interpretado por primera vez a Craig en el 2012 durante tres episodios mientras representaba a Casey Braxton (Lincoln Younes) en su juicio.

## Filmografía

### Series de televisión
| Año             | Título                             | Personaje            | Notas                           |
| --------------- | ---------------------------------- | -------------------- | ------------------------------- |
| 2014 - presente | Janet King                         | Andy Campbell        | 23 episodios                    |
| 2015            | Peter Allen: Not the Boy Next Door | Mark Herron          | 2 episodios - miniserie         |
| 2012, 2015      | Home and Away                      | Craig Stanley        | 7 episodios                     |
| 2010, 2014      | Offsping                           | Brendan Wright       | 6 episodios                     |
| 2013            | Redfern Now                        | Peter                | episodio "Consequences"         |
| 2013            | Reef Doctors                       | Paul                 | episodio # 1.11                 |
| 2012            | Devil's Dust                       | Peter Shafron        | 2 episodios - miniserie         |
| 2011            | Crownies                           | Andy Campbell        | 17 episodios                    |
| 2010            | Cops: L.A.C.                       | Terry Corbett        | episodio "Running Scared"       |
| 2010            | Sea Patrol                         | Taylor               | episodio "Dutch Courage"        |
| 2007            | The Starter Wife                   | Agente de Armani     | episodio "Hour 5"               |
| 2007            | Lockie Leonard                     | Guardia de Seguridad | 2 episodios                     |
| 2006            | Monarch Cove                       | Victor Shilling      | 5 episodios                     |
| 2006            | Nightmares & Dreamscapes           | Barney               | episodio "The Fifth Quarter"    |
| 2005            | The Surgeon                        | Dr. Abe Wilson       | 8 episodios                     |
| 2005            | The Alice                          | Will                 | 3 episodios                     |
| 2005            | Mcleod's Daughters                 | Daniel Ponter        | episodio "Old Flames"           |
| 2004            | Fireflies                          | Joey Burke           | 22 episodios                    |
| 2003            | Fat Cow Motel                      | Erwin Caleb Brown    | episodio # 1.5                  |
| 2001            | BeastMaster                        | Nomar                | episodio "Game of Death"        |
| 1999            | The Lost World                     | Ty                   | episodio "The Quality of Mercy" |
| 1997            | Big Sky                            | Dave                 | episodio "Mac's Time"           |

### Películas
| Año  | Título                                 | Personaje      | Notas |
| ---- | -------------------------------------- | -------------- | --- |
| 2015 | Broken Contract                        | Max Clifford   | junto a Esther Anderson, Jag Pannu & Will Weatheritt                                                         |
| 2014 | Drive Hard                             | Rossi          | junto a John Cusack, Thomas Jane, Zoe Ventoura, Damien Garvey, Jesse Spence & Andrew Buchanan                |
| 2011 | Panic at Rock Island                   | Vance          | junto a Anna Hutchison, Viva Bianca, Vince Colosimo & Nathan Page                                            |
| 2011 | Purged                                 | Satan          | junto a Dave Zwolenski, Paul Denny, Caroline Kennison & Damien Garvey                                        |
| 2009 | Bitter Art                             | Tyson          | junto a Nathan Coenen, Luke Dabic, Vito de Francesco, Scott Jackson & Lee Jankowski                          |
| 2006 | The Marine                             | Rick           | junto a John Cena, Robert Patrick, Kelly Carlson, Manu Bennett, Firass Dirani & Robert Coleby                |
| 2005 | The Great Raid                         | Sgto. Williams | junto a Benjamin Bratt, James Franco, Robert Mammone, Mark Consuelos, Craig McLachlan & Sam Worthington      |
| 2004 | Salem's Lot                            | Mike Ryerson   | junto a Rob Lowe, Donald Sutherland, Robert Mammone, Andy Anderson, Penny McNamee & Brendan Cowell           |
| 2004 | Fireflies                              | Joey Burke     | junto a Libby Tanner, Jeremy Sims, Natasha Novak, Nadia Townsend & John Waters                               |
| 2003 | Evil Never Dies                        | Chris Marino   | junto a Katherine Heigl, Lara Cox, Thomas Gibson, Zoe Naylor & Simon Bossell                                 |
| 2003 | Swimming Upstream                      | Médico         | junto a Geoffrey Rush, Judy Davis, Jesse Spencer, Tim Draxl, Deborah Kennedy, David Hoflin & Craig Horner    |
| 2002 | The Crocodile Hunter: Collision Course | Técnico        | junto a Steve Irwin, Steve Bastoni, Magda Szubanski, David Wenham & Timothy Bottoms                          |
| 2002 | Counterstrike                          | Bodzin         | junto a Rob Estes, Joe Lando, Rachel Blakely, Christopher Lawford & Steve Bastoni & Natalie Bassingthwaighte |
| 2002 | Seconds to Spare                       | Branyan        | junto a Antonio Sabato Jr., Kimberley Davies, Jerome Ehlers, Brad McMurray, Sam Atwell & Damien Garvey       |
| 2002 | Back                                   | Jeff           | corto - junto a Sheila Boyd, Michael Coughlan, Jack Heywood & Damien Garvey                                  |
| 2000 | Max Knight: Ultra Spy                  | Zach           | junto a Michael Landes, Rachel Blakely, Brooke Harman & Anja Coleby                                          |
| 1999 | Monster!                               | Tommy          | junto a Tobias Mehler, Angela Keep, Brendan Cowell, David Ross Paterson & Jonathan Oldham                    |
| 1999 | Loser                                  | Hodges         | corto - junto a Steven Bowers, Nicholas Cooper, Luke Halvorsen & Stewart Kirkland                            |

### Teatro
| Año  | Obra                   | Personaje | Director (a)     | Teatro               | Notas                                                                                 |
| ---- | ---------------------- | --------- | ---------------- | -------------------- | ------------------------------------------------------------------------------------- |
| 2010 | The Sweetest Thing     | Jimmy     | Sarah Goodes     | Belvoir Theatre      | junto a Vanessa Downing, Diana Glenn, Caroline Craig, Thomas Conroy & Lucy Wigmore    |
| 2000 | Clark in Sarajevo      | -         | Mark Bromilow    | La Boite Theatre     | junto a Andrew Buchanan, Elise Greig, Sarah Kennedy & Hayden Spencer                  |
| 1996 | Skylight               | -         | Bruce Myles      | Cremorne Theatre     | junto a Frank Gallacher & Caroline Kennison                                           |
| 1995 | Hamlet                 | -         | Sue Rider        | La Boite Theatre     | junto a Andrew Buchanan, Paul Denny, Brian McNeun & Helen Moulder                     |
| 1994 | The Gift of the Gorgon | -         | Richard Wherrett | Suncorp Theatre      | junto a Russell Dykstra, Alan Edwards, Graham Harvey & John Howard                    |
| 1994 | Low                    | -         | Sean Mee         | La Boite Theatre     | junto a Leah Purcell                                                                  |
| 1993 | Romeo and Juliet       | -         | Aubrey Mellor    | Suncorp Theatre      | junto a Andrew Buchanan, Jennifer Flowers, Peter Marshall, Stephen Ross & Leo Wockner |
| 1992 | Hotel Sorrento         | -         | Aubrey Mellor    | Cremorne Theatre     | junto a Jennifer Flowers, Katrina Foster, Jonathan Hardy, Russell Kiefel & John Mann  |
| -    | You Like It            | -         | -                | Harvest Rain Theatre | -                                                                                     |
| -    | Much Ado About Nothing | -         | -                | Harvest Rain Theatre | -                                                                                     |